# 1370'erne
Århundreder: 13. århundrede – 14. århundrede – 15. århundrede
Årtier: 1320'erne 1330'erne 1340'erne 1350'erne 1360'erne – 1370'erne – 1380'erne 1390'erne 1400'erne 1410'erne 1420'erne
År: 1370 1371 1372 1373 1374 1375 1376 1377 1378 1379
Begivenheder
Personer